# Ceramica delle pendici occidentali

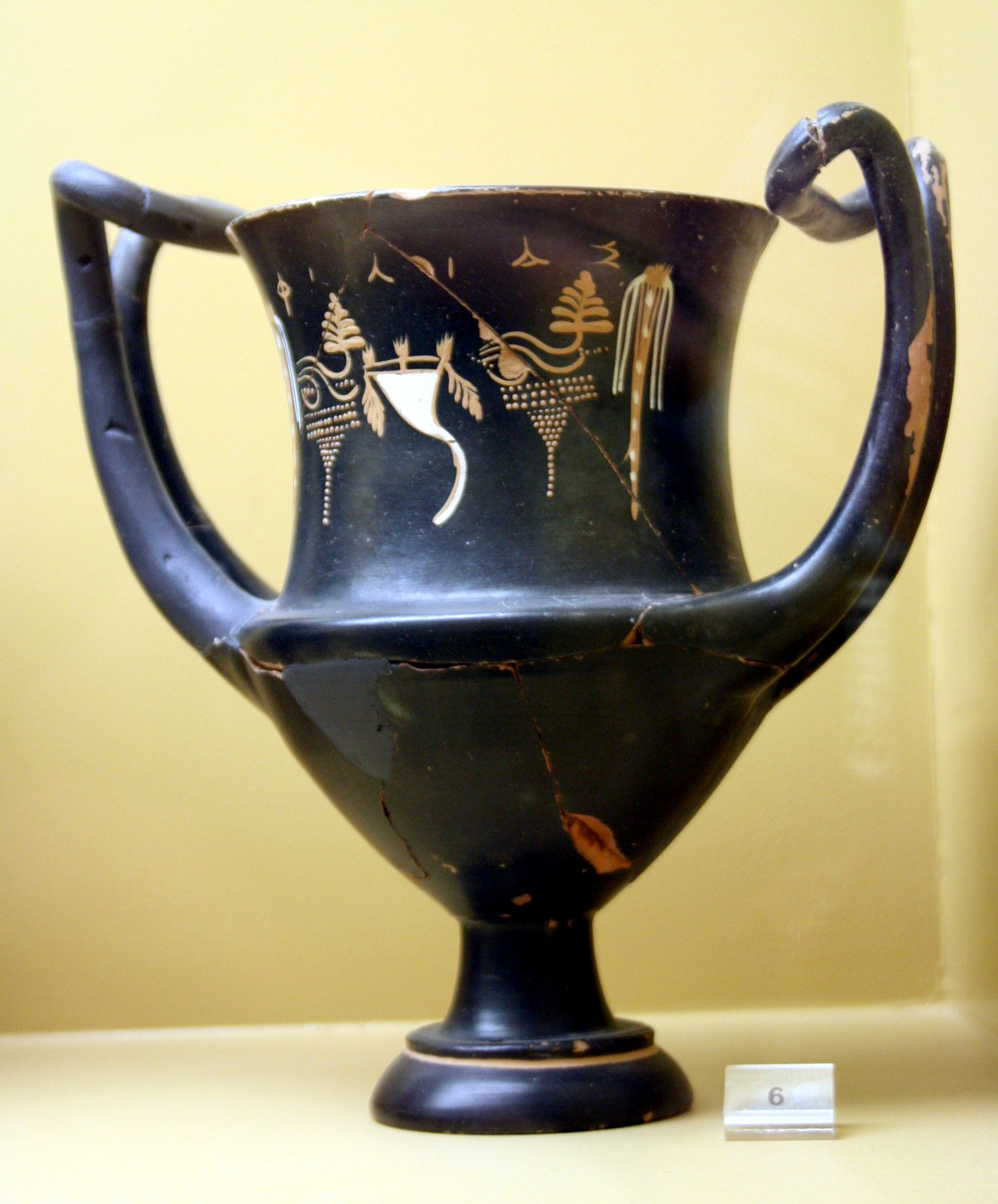
Kantharos in stile West Slope. Atene, Museo dell'antica agorà.

La ceramica delle pendici occidentali (West Slope Style) è una classe della ceramica greca prodotta in età ellenistica nei territori ad est dell'Adriatico e prende il nome dalle pendici occidentali dell'acropoli di Atene dove apparve intorno alla fine del IV secolo a.C. (non è presente a Olinto, distrutta nel 346 a.C.) e dove è stata per la prima volta ritrovata e studiata. 

## Diffusione
Fu diffusamente imitata altrove e con produzioni locali caratterizzate da particolarità che permettono la distinzione tra i centri di produzione: Corinto, Pergamo (dove alla metà del II secolo a.C. confluisce nella ceramica sigillata), Creta. Lo stile sopravvisse, con alcune variazioni locali, fino al terzo quarto del I secolo a.C.

## Caratteristiche
La decorazione tipica, costituita da pittura bianca e argilla diluita su fondo nero, deriva probabilmente dalla decorazione ornamentale della ceramica a figure rosse del tardo V secolo a.C. che assume in questa classe un'importanza primaria, o più direttamente dalla ceramica di Saint-Valentin. La decorazione si limita in genere alla parte superiore del vaso, è di tipo naturalistico o astratto e raramente figurativo (a parte i tipici delfini); tipiche sono le corone, le ghirlande, le collane. I vasi aperti possono avere una rosetta o una ruota a stella nel tondo centrale. Alcuni esemplari più antichi presentano iscrizioni con nomi di divinità dipinte sul collo. La decorazione a rilievo è costituita da teste plastiche aggiunte o modanature. Gli esemplari più recenti presentano un maggiore impiego delle incisioni, mentre le decorazioni geometriche aumentano a detrimento di quelle vegetali; parallelamente diminuisce l'uso del bianco e l'argilla viene sostituita da pigmento giallo.
Le forme includono l'anfora a collo distinto, il kantharos, piatti, piccole coppe, crateri e oinochoai.